# 1 Samodzielny Gwardyjski Dywizjon Moździerzy
1 Samodzielny Gwardyjski Dywizjon Moździerzy (ros. гвардейский отдельный минометный дивизион) – pododdział artylerii rakietowej Armii Czerwonej.
5 lipca 1944 roku dowódca 1 Armii wydał rozkaz specjalny Nr 00127 o formowaniu jednostek i formacji wojsk pancernych i zmotoryzowanych. Na podstawie tego rozkazu przystąpiono do organizacji 1 Korpusu Pancernego. Zgodnie z radzieckimi etatami od lipca 1942 roku w skład korpusów pancernych wchodził jeden gwardyjski dywizjon moździerzy uzbrojony w osiem wyrzutni BM-8 lub BM-13. Także polski korpus pancerny miał mieć w swoim składzie dywizjon uzbrojony w wyrzutnie BM-13. Jednostka miała zostać zorganizowana według etatu Nr 010/514 w terminie do 1 września 1944 roku. Został jej przydzielony numer poczty polowej 34000.
Do organizacji dywizjonu nie doszło. W skład 1 KPanc została włączona jednostka Armii Czerwonej, która wiosną 1945 roku wzięła udział w operacji łużyckiej i praskiej. Po zakończeniu działań wojennych dywizjon został wyłączony ze składu WP.
10 maja 1945 roku stan ewidencyjny dywizjonu liczył 199 żołnierzy, w tym 19 oficerów, 55 podoficerów i 125 szeregowców. Na uzbrojeniu i wyposażeniu pododdziału znajdowało się osiem wyrzutni BM-13, osiem 14,5 mm karabinów przeciwpancernych PTRS, 78 pistoletów maszynowych, 84 karabinów oraz 47 samochodów.

## Struktura organizacyjna dywizjonu według etatu z 11 listopada 1941 roku
- dowództwo
- sztab
- drużyna zwiadu
- pluton łączności
- pluton obrony przeciwlotniczej i przeciwpancernej
- dwie baterie
- pluton amunicyjny
- ruchomy warsztat typ "A"
- drużyna gospodarcza